# Hednota bathrotricha
Hednota bathrotricha là một loài bướm đêm trong họ Crambidae.